# 横浜フリーきっぷ（+あかいくつバス）
横浜フリーきっぷ（+あかいくつパス）（よこはまフリーきっぷプラスあかいくつパス）は、東日本旅客鉄道が首都圏の主な駅で発行していた特別企画乗車券である。

## 発売期間および有効期間
- 発売期間：通年（2006年3月18日から2009年5月31日まで）
- 有効期間：1日間
- 2006年3月17日まで発売された「横浜フリーきっぷ」に代わり登場。2009年5月31日で発売終了。
- 2009年6月1日より類似企画のヨコハマ・みなとみらいパス発売開始。

## 通用範囲
発駅からフリーエリア間の乗車券に加えて、次に掲げる区間が乗り降り自由となっていた。先代の「横浜フリーきっぷ」との差異はバス利用の有無のみである。フリー区間までの乗車券は割引適用されているため、発着駅によっては普通乗車券による単純往復よりも安く利用できた。
- 根岸線横浜駅 - 新杉田駅間の快速列車を含む普通列車自由席。
- 横浜市交通局バス「あかいくつ」
  - （桜木町駅前 - 赤レンガ倉庫を除く）みなとみらい100円バスは使用不可。